# Бухало Ася Сергіївна
Ася Сергіївна Бухало (29 жовтня 1932, Дніпропетровськ, Україна — 5 серпня 2014, Київ) — українська вчена у галузі мікології, доктор біологічних наук, головний науковий співробітник відділу мікології Інституту ботаніки імені М. Г. Холодного Академії наук УРСР.

## Життєпис
Народилась 29 жовтня 1932 року в Дніпропетровську в родині науковця-економіста, доктора економічних наук Сергія Бухала (1907—1988).
У 1955 році закінчила біолого-грунтознавчий факультет Київського державного університету імені Тараса Шевченка.

Могила Асі Бухало та її родини, Байкове кладовище

Працювала в низці науково-дослідних інститутів Києва. Одна з останніх учениць професора Семена Морочковського, під керівництвом якого у 1962 році захистила кандидатську дисертацію.
З 1963 року — наукова співробітниця відділу експериментальної мікології Інституту мікробіології і вірусології ім. Д. К. Заболотного АН УРСР. З 1976 року до кінця життя — наукова співробітниця відділу мікології Інституту ботаніки імені М. Г. Холодного АН УРСР (пізніше — НАН України). У 1986 році захистила докторську дисертацію.
Авторка понад 275 наукових робіт. Отримала Державну премію УРСР в галузі науки і техніки (1990) за цикл робіт «Створення наукових основ глибинного культивування їстівних базидіальних грибів і розробка способу одержання цінного харчового продукту».
Померла на 82-му році життя 5 серпня 2014 року. Похована разом із родиною на Байковому кладовищі (інтернаціональна частина, ділянка № 4, 50°25′3.15″ пн. ш. 30°30′24.18″ сх. д. / 50.4175417° пн. ш. 30.5067167° сх. д.).